# Zenis jebus
Zenis jebus är en fjärilsart som beskrevs av Carl Plötz 1882. Zenis jebus ingår i släktet Zenis och familjen tjockhuvuden. Inga underarter finns listade i Catalogue of Life.